# Катастрофа Ил-18 под Пуэрто-Платой
Катастро́фа Ил-18 под Пуэ́рто-Пла́той — авиационная катастрофа, произошедшая в воскресенье 15 ноября 1992 года недалеко от города Сан-Фелипе-де-Пуэрто-Плата в Доминиканской Республике, когда выполнявший чартерный рейс Ил-18Д кубинской авиакомпании Aero Caribbean врезался в гору на подходе к аэропорту Ла-Унион. В результате катастрофы погибло 34 человека. Среди пассажиров были участники сборной Доминиканской Республики по шахматам.

## Самолёт
Самолёт Ил-18Д с регистрационным номером CU-T1270 (заводской — 187010301, серийный 103-01) был выпущен заводом «Знамя Труда» в 1967 году. Получил бортовой номер СССР-75459, под которым летал в Шереметьевском ОАО. С 1975 по 1985 годы под регистрацией TZ-ADF служил в компании Air Mali, с 1985 по 1987 год в СССР в Домодедовском ПО ГА, затем передан на Кубу, где сначала эксплуатировался компанией Cubana de Aviación, а с июня 1992 года — Aero Caribbean. На момент передачи на Кубу налёт составлял 22 016 часов.
Командиром воздушного судна был кубинский пилот Роландо Флете.
Разбившийся борт был в числе самолётов, снятых в советском фильме-катастрофе 1986 года «Размах крыльев».

## Катастрофа
15 ноября 1992 года самолёт выполнял чартерный рейс из Санто-Доминго в Гавану с промежуточной остановкой в Пуэрто-Плате. Совершив подход по РМА к полосе 26, экипаж приступил к выполнению манёвра для захода на полосу 08 левым кругом. Связь с самолётом была потеряна вскоре после сообщения экипажа о выполнении 3 разворота на удалении 9 морских миль (при этом максимально допустимое удаление при выполнении захода с круга составляло 4 морские мили). Воздушное судно прошло над городом и примерно в 18:45 местного времени врезалось в расположенную к югу от него 793-метровую гору Пик Изабель-де-Торрес. Столкновение вызвало полное разрушение самолёта и воспламенение находившегося в баках керосина. Все 6 членов экипажа и 28 пассажиров погибли.
Несмотря на труднодоступность места катастрофы, работы по поиску останков и ликвидации последствий были начаты в тот же вечер, однако их пришлось временно прервать из-за погодных условий.

## Погибшие
Среди пассажиров самолёта были члены сборной Доминиканской Республики по шахматам — капитан команды Хуан Хосе Матос Ривера, игроки Маноло Марте, Эктор Огандо и Сесар Гонсалес, рефери Марселино де ла Роса, и тренер Аделькис Ремон, гражданин Кубы. Все они направлялись в Гавану для участия в международных соревнованиях. Также на борту находился бывший президент Баскетбольной ассоциации и Спортивного союза Пуэрто-Платы Кристобаль Меретте Луна.
| Гражданство находившихся на борту | Гражданство находившихся на борту |
| Гражданство                       | Кол-во                            |
| --------------------------------- | --------------------------------- |
| Куба                              | 16                                |
| Доминиканская Республика          | 16                                |
| Италия                            | 2                                 |
| Общее                             | 34                                |